# Canon EOS-1Ds Mark II

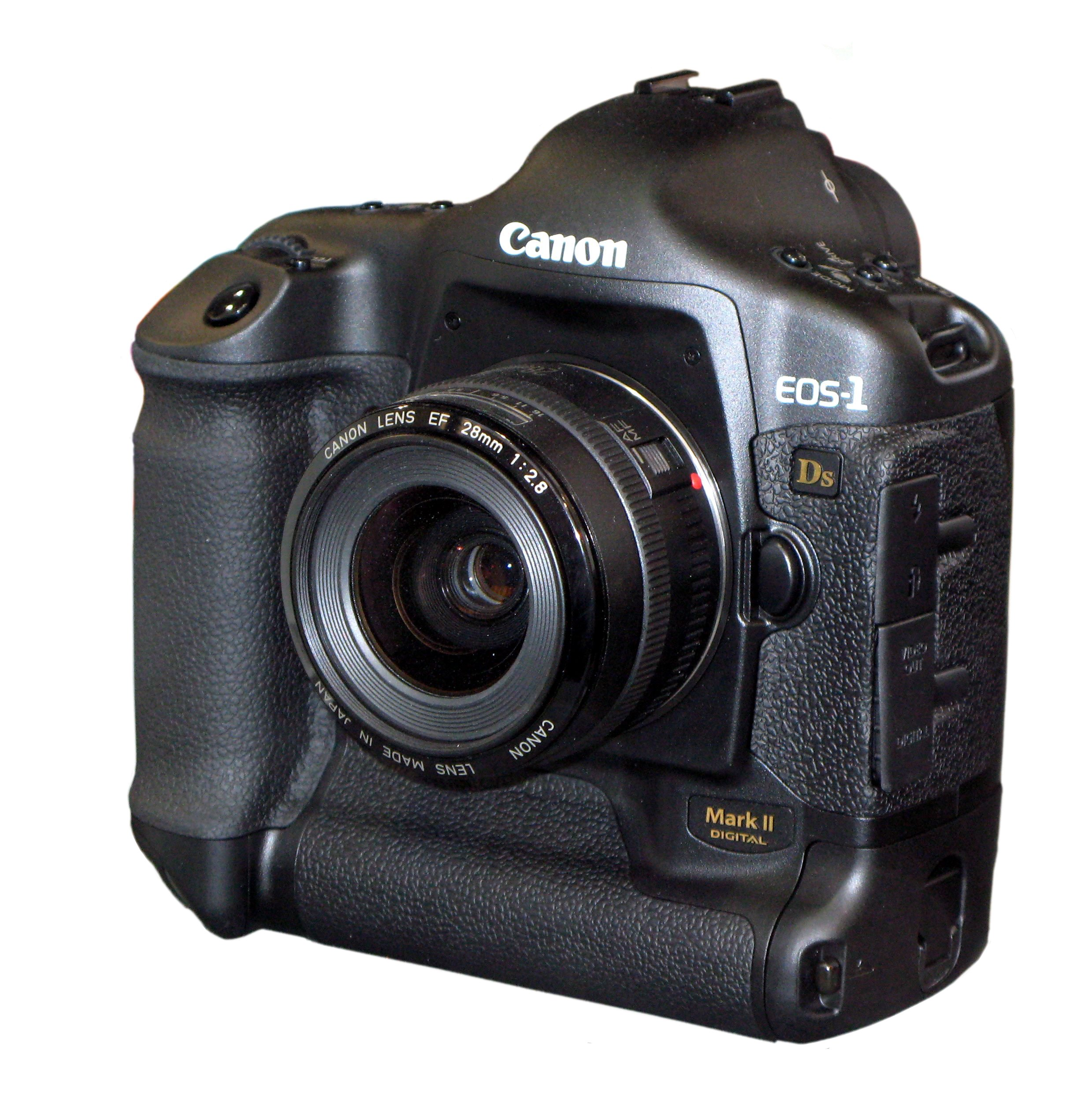
Фотокамера Canon EOS-1Ds Mark II

Canon EOS-1Ds Mark II  — цифрова дзеркальна фотокамера серії EOS від японської компанії Canon, продовжує лінійку професійних повнокадрових моделей EOS Digital - є наступником моделі EOS-1Ds. Побачила світ у 2004 році, має 16.7 мегапіксельний КМОН сенсор.